# عدنان محمد حسب
عدنان محمد حسب (انگلیسی: Adnan Mohammad Hassb؛ زادهٔ) یک بازیکن فوتبال است.
از باشگاه‌هایی که در آن بازی کرده‌است می‌توان به تیم ملی فوتبال عراق اشاره کرد.
وی همچنین در تیم ملی فوتبال Iraq بازی کرده است.